# Ilmari Reinikka
Ilmari Reinikka (Jaakko Ilmari Reinikka; * 10. August 1906 in Kurikka; † 31. Juli 1978 in Helsinki) war ein finnischer Hochspringer und Speerwerfer.
Bei den Internationalen Universitätsspielen 1930 siegte er im Hochsprung und gewann Silber im Speerwurf.
1932 wurde er bei den Olympischen Spielen in Los Angeles Fünfter im Hochsprung.
1930 und 1931 wurde er Finnischer Meister im Hochsprung.
Sein Bruder Aulis Reinikka war als Zehnkämpfer und Stabhochspringer erfolgreich.

## Persönliche Bestleistungen
- Hochsprung: 1,94 m, 31. Juli 1932, Los Angeles
- Speerwurf: 65,92 m, 9. Juli 1930, Prag